# Ігнацій Червінський
Ігнацій Червінський гербу Любич, Ігнацій Любич-Червінський (пол. Ignacy Czerwiński herbu Lubicz; 1749 / 1769 — після 1834) — польський правник, землевласник, краєзнавець, історик, етнограф (дослідник Бойківщини), публіцист. Кавалер австрійського ордену Леопольда.

## Біографія
Перед 1782 був пленіпотентом (уповноваженим) подільських маєтків Потоцьких та власником (чи посесором) деяких сіл на Житомирщині (1776 року шляхетство Червінських було підтверджене в Житомирському земському суді).
З'явився в Галичині 1782 року, коли представив у Львівському земському суді документи, необхідні для внесення його родини до книги шляхетства (це прохання було задоволене 1783 року).
У Галичині працював юристом (в галузі земельного права), займався маєтковими справами галицьких землевласників. Взяв в оренду села Глинна і Белзець.
1785 року придбав с. Цецову (нині Зборівський р-н).
1788 року придбав с. Довпотів (нині Калуський р-н) і володів ним до 1806, коли продав поміщиці Беньковській.
1806 придбав у Любомирських і поміщиці Беньковської Грядецький маєток біля Львова (Гряда, Воля (Вілька) Грядецька, Гомулець і Ситихів). Підписуючись під своїми публікаціями, від 1806 року додавав до свого прізвища слова «Громадянин Львівської округи». Деякі інші публікації підписував криптонімом «З Гряди».
Керував маєтком у с. Гряда до 1822, потім, розділивши його між синами, Рудольфом і Яном, відійшов від господарських справ (невдале господарювання синів призвело до продажу грядівського маєтку 1829 року).

## Праці
Друкувався в польських виданнях Gazeta Lwowska, Pamiętnik Lwowski та Nowy Pamiętnik Warszawski.
1805 — Червінський анонімно видав декілька статей про бойківське народне весілля.

### «Задністрянські околиці між Стриєм і Лімницею…»
1811 — видав у Львові свій magna opus — книжку «Задністрянські околиці між Стриєм і Лімницею…».
Краєзнавчо-етнографічно-соціологічна розвідка охоплює територію майже всього сучасного Калуського району, східну частину Долинського та південно-західну частину Галицького (нині Івано-Франківська область).
Матеріали для книжки Червінський збирав у 1788—1806 рр., коли володів селом Довпотів (тепер Калуського району).
Видання складається з 14 розділів:
- Фізичне положення за дністрянської околиці.
- Сліди давнього населення і причини його зникнення.
- Причини заснування сіл і звідки взялися поселенці.
- Які повинності підданих у цій околиці і який їх початок.
- Який є простий люд з погляду своєї релігії.
- Який є простий люд щодо свого пана.
- Одяг чоловіків, жінок і дівчат.
- Майно, спосіб життя, їжа з додатком пов'язаних із усім цим забобонів.
- Вигляд людини, звичаї, хиби та чесноти.
- Сватання, весілля та родини з їх обрядами.
- Забави, танці, свята, вечорниці.
- Похорони, їх обряди і жертви, або Обіди за померлих.
- Які перешкоди і засоби для виправлення простого люду.
- В якому стані була тутешня околиця раніше і в якому є зараз[15].

Розглядаючи селянина як основу суспільства, виступаючи проти його ігнорування Червінський водночас у своїй праці виступав проти поглиблення селянської реформи, проведеної цісарем Йосифом II (закон від 10 лютого 1789), проти скасування панщизняних повинностей селян, за зміцнення влади поміщиків над селянами.
І.Франко оцінив монографію Червінського як «першу в нашому краї спробу краєзнавчо-етнографічної праці».
У сучасній Польщі книжку Червінського визнають першою польською монографією з етнографії
.
У ній вперше в друкованій праці згадано етнонім «бойки».